# Phtheochroa fulviplicana
Phtheochroa fulviplicana es una especie de polilla de la familia Tortricidae. Se encuentra en América del Norte, donde se ha registrado en Maine, Alberta, Nevada y California.
La envergadura es de 14–23 mm. Se han registrado vuelos en adultos de mayo a julio, y en diciembre.